# 金俊淵

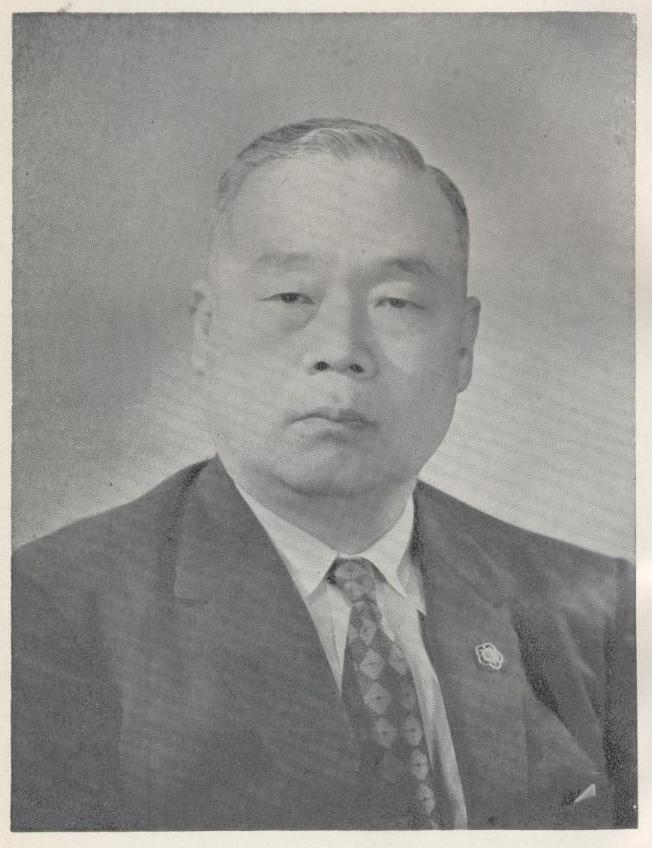
金俊淵，大韩民国国会议员號

金俊淵（朝鮮語：김준연，1895年3月14日-1971年12月31日），號朗山（낭산），韓国独立运动家和政治人。第三任朝鲜共产党首，首任·3~5任大韩民国国会议员。

## 生平
日本留学后1920年到东京大学法独科卒业并独逸移动。 
1922年是在柏林洪堡大学法科修學，法律政治硏究。1925年归国，朝鲜日报社入社，并派遣莫斯科驻在特派员。 
1928年东亚日报社入社，任同社编辑局长在职中第三次朝鲜共产党事件連累朝鲜总督府警察的逮捕，7年间投狱后1934年是释放。 
1936年东亚日报社的主笔的活动中孙基祯的日章旗抹消事件的引责辞退。 
8.15解放后1945年9月7日宋鎭禹，金性洙，徐相日，张泽相等宋鎭禹的侧近人事和东亚日报社关系者同组织国民大会准备会。 
1948年大韓民国的制宪国会议员选举是韩国民主党的候补出马，成为当选后5月30日任大韩民国宪法基础委员会委员，政府组织法基础委员会委员歷。1949年民主国民党的任常任党务委员，1950年5月第2代民议员选举产生了落选。同年被的李承晩，大韓民国法务部长的任命。1954年5月第3代民议员的选举当选，同年民主国民党脱党，他是统一党的创党，并就任同党委员长。 

## 外部連結
- 金俊淵[永久]
- 金俊淵：韩国歷代人物种合情报[永久]
- 金俊淵[永久]